# Власть (международные отношения)
Власть в международных отношениях— способы, которыми государство развертывает и применяет свою власть за рубежом. Власть вообще — способность направлять решения и действия других, проистекающая из силы и воли. Сила возникает в результате трансформации ресурсов в возможности. Цели наполняют решимостью. Стратегия распределяет возможности и позволяет с высокой точностью использовать их, чтобы увеличить массу, значимость, влияние и непреодолимость власти. Способы, которыми государство развертывает и применяет свою власть за рубежом охватывают искусство войны, шпионажа и дипломатии.
В международных отношениях власть можно определять по-разному. В государственной власти особое внимание уделяется экономической и военной мощи.  Можно делать акцент на способности структурировать и определять природу социальных отношений между участниками. Можно определять власть, как  атрибут отдельных акторов .
Учёные-международники используют термин полярность для описания распределения власти в мировой системе. Однополярность характеризуется одним гегемоном (например, Соединённые Штаты после Холодной войны), биполярность — двумя великими державами или блоками государств, а многополярность — тремя и более великими державами. Государства, в зависимости от доли власти в международной системе, могут классифицироваться, как: малые, средние, региональные, великие державы, сверхдержавы или гегемоны. Не существует общепринятого стандарта для определения мощности государства.
Властью в международных отношениях могут обладать, помимо государств, следующие организации: многосторонние международные организации, организации военного альянса (например, НАТО), транснациональные корпорации (например, Walmart), неправительственные организации (Римско-католическая церковь, Ганза), социальные сети и поисковики (Facebook, Google).

## Концепции политической власти
Майкл Барнетт и Рэймонд Дюваль определяют власть как «создание в социальных отношениях и через них эффектов, которые формируют способность акторов определять свои обстоятельства и судьбу». Они отвергают толкование власти, как:
- следствие согласованности, видение власти как взаимозависимости между событиями, так как это определение причинности
- идею убеждения, после которого акторы свободно и добровольно меняют своё мнение после получения новой информации.

Понятия политической власти в политологии, истории, практике международных отношений:
- Власть как цель государств или лидеров;
- Власть как мера влияния или контроля над результатами, событиями, действующими лицами и проблемами;
- Власть как победа в конфликте и достижение безопасности
- Власть как контроль над ресурсами и возможностями
- Власть как статус, которым обладают одни государства или субъекты, а другие нет.

### Власть как цель
Аспект использования власти как цели в международных отношениях разрабатывали Никколо Макиавелли и Ганс Моргентау. Власть считалась неотъемлемой целью человечества и государств мыслителями классического реализма.
Достижение конечной цели международного могущества определялось такими характеристиками, как:
- экономический рост
- военный рост
- культурное распространение.

Философия немецкого военного теоретика Карл фон Клаузевиц, которому принадлежит афоризм «война есть продолжение политики иными средствами», рассматривалась как пример проекции европейского роста в контексте всего континента.  Более современный анализ Клауса Мозера разъяснил теории распределения власти в Европе после Холокоста и роль всеобщего обучения как противовеса, как одного из аспектов этого распределения власти.  Французский левый социальный теоретик Жан Монне, последователь Роберта Шумана? стимулировал экспансивный еврокоммунизм.

### Власть как влияние
Политологи определяют «власть» как способность субъекта оказывать влияние на других субъектов международной системы. Механизмами влияния могут быть:
- принуждение
- привлечение
- кооперация
- конкуренция.

Средствами воздействия могут быть:
- угроза применения силы или её применение
- экономическое давление
- дипломатия
- культурный обмен.

Государства могут организовать сферу влияния или блок, внутри которого они оказывают преобладающее влияние. Исторические примеры: «Европейский концерт», блоки во время «холодной войны» после Ялтинской конференции(Восточный блок, Западный блок, Движение неприсоединения). Военные альянсы, такие как НАТО и Варшавский договор являются ещё одной формой влияния. Однако в теории политическогго реализма предлагается сохранение баланса сил за счет развития значимых дипломатических отношений, которые могут создать гегемонию внутри региона. Примером такого баланса может быть Британская внешняя политика, как пример доминирования в Европе после поражения Франции через Венский конгресс. Политика сбалансированности была продолжена на Берлинском конгрессе 1878 года, чтобы удержать Россию и Германию от нападения на Турцию. Британия вставала на сторону агрессоров на европейском континенте — то есть Германской империи, нацистской Германии, наполеоновской Франции или Австрийской империи, известных во время Великой войны как Центральные державы, а во Второй мировой войне как Державы Оси.
Международный порядок  имеет как материальную, так и социальную составляющую. Марта Финнемор утверждает, что однополярность означает не только материальное преимущество одного полюса, но также наличие социальной структуры, которая помогает удержать это преимущество через легитимацию и институционализацию. Пытаясь добиться легитимности от других участников международной системы, униполь делится с этими участниками властью. Униполь также получает легитимность посредством создания институтов, но эти институты неизбежно влекут за собой диффузию власти униполя. Дэвид Лейк тоже утверждал, что легитимность и авторитет являются ключевыми компонентами международного порядка.
Сьюзан Стрэндж внесла ключевой вклад в международную политическую экономию по вопросу власти, утверждая, что важна структурная власть, взаимодействие между государствами и рынками. Она указала реальные индикаторы прочного могущества США:
- превосходство американского технологического сектора
- доминирование в сфере услуг
- положение доллара США как ведущей международной валюты.

Она проводила различие между реляционной властью (властью заставить А заставить Б сделать что-то, чего Б не хочет) и структурной властью (властью формировать и определять структуру глобальной политической экономии). Политологи Генри Фаррелл и Абрахам Л. Ньюман утверждают, что государственная власть частично проистекает из контроля над важными узлами в глобальных сетях информационного и финансового обмена, а это означает, что государства могут «использовать взаимозависимость в качестве оружия», борясь за контроль над этими узлами.

### Власть как безопасность
Власть также используется при описании государств или субъектов, добившихся военных побед или безопасности в международной системе. Чаще всего встречается в трудах историков или популярных писателей.

### Власть как способность
Американский писатель Чарльз В. Фриман-младший описал власть следующим образом:
Власть – это способность направлять решения и действия других. Власть проистекает из силы и воли. Сила возникает в результате трансформации ресурсов в возможности. Воля наполняет цели решимостью. Стратегия распределяет возможности и позволяет с высокой точностью использовать их. Управление государством посредством стратегии стремится увеличить массу, значимость, влияние и непреодолимость власти. Стратегия определяет способы, которыми государство развертывает и применяет свою власть за рубежом. Эти пути охватывают искусство войны, шпионажа и дипломатии. Практикующие эти три искусства — паладины государственного управления.
Термин «власть» также используется для описания ресурсов и возможностей государства. Возможности рассматриваются в осязаемых терминах — это измеримые, взвешиваемые и поддающиеся количественной оценке активы.  Комплексный показатель совокупной мощи состоит из 54 показателей и охватывает возможности 44 государств Азиатско-Тихоокеанского региона с 1992 по 2012 год.
Китайская концепция национальной мощи использует количественное измерение силы с помощью индекса Комплексная мощь государства.
Майкл Бекли утверждает, что валовой внутренний продукт и военные расходы являются неточными показателями власти. Валовые показатели преувеличивают богатство и военный потенциал бедных, густонаселенных стран, поскольку подсчёт ресурсов производится без вычета затрат на полицию, оборону и т.п.. Страна с большим населением может производить много продукции и иметь большую армию, но она также может нести огромное бремя расходов на благосостояние и безопасность, которое истощает её богатство и увязает в трясине её вооруженных сил, оставляя её с небольшим количеством ресурсов.

## Власть как статус

### Определения
Существует несколько категорий власти, и включение государства в ту или иную категорию сопряжено с трудностями и противоречиями. В своей знаменитой работе 1987 года «Взлет и падение великих держав» британско-американский историк Пол Кеннеди описывает относительный статус различных держав с 1500 по 2000 год нашей эры. Он не начинает книгу с теоретического определения «великой державы»; однако он перечисляет их отдельно для разных эпох. Более того, он использует разные рабочие определения великой державы для разных эпох. Например
Франция не была достаточно сильна, чтобы противостоять Германии в борьбе один на один... Если признаком великой державы является страна, которая готова бросить вызов любой другой, то Франция (как и Австро-Венгрия) опустилась до более низкого уровня. Но это определение казалось слишком абстрактным в 1914 году стране, готовящейся к войне, более сильной, чем когда-либо в военном отношении, богатой и, прежде всего, наделенной могущественными союзниками».
Ученые-неореалисты часто определяют власть как военную и экономическую мощь. Классические реалисты указывали на зависимость власти от психологических аспектов, затрагивающих этические принципы, легитимность и справедливость, а также от эмоций, навыков лидеров и общественного мнения.

### Категории власти
Для описания различных типов власти используется ряд терминов:
- Гегемония: власть государства, формирующего международную систему и контролирующего внешнее поведение всех других государств[30]. Различают региональную и глобальную гегемонию[31]. Гегемония предполагает иерархию, в которой самые сильные могут контролировать другие государства. В отличие от гегемонии, однополярность формируется в анархической международной системе номинально равных государств[30].
- Униполь: государство, имеющее преобладающую власть и не имеющее конкурирующих государств[30][32]. Когда противовес становится возможным, система перестаёт быть однополярной[32]. В отличие от однополярного государства,  Империя или гегемон может контролировать поведение всех других государств[30][33][34]
- Сверхдержава :великая держава плюс большая мобильность власти (например, Британская империя, Советский Союз и Соединенные Штаты[35]).  После деколонизации Британской империи после Второй мировой войны, а затем распада Советского Союза в 1991 году, Соединённые Штаты остались единственной сверхдержавой. Сейчас Китай считается потенциальной сверхдержавой[англ.][36][37][38]
- Великая держава —государство, имеющее сильное политическое, культурное и экономическое влияние на страны вокруг него и в мире[39][40]
- Средняя держава: государств второго уровня, промежуточное между великими и малыми державами. Самостоятельное государство, не нуждающееся в помощи других (особенно в сфере безопасности), и берущее на себя дипломатическое руководство в региональных и глобальных делах.[41] . Может быть членом различных форумов (например,Большая двадцатка, и играть важную роль в международных организациях, таких как Организации Объединённых Наций, ВТО и других[42]
- Малая держава: государство, являющееся инструментами других сил, над ними могут доминировать; но их нельзя игнорировать. Международная система по большей части состоит из малых держав[43].

#### Другие категории
- Развивающаяся держава: переходная категория, в которой государство или союз государств рассматривается как находящийся на траектории возрастающего глобального влияния.[44][45]
- Региональная держава: государство, оказывающее влияние  в регионе. Быть региональной державой не является взаимоисключающим с какой-либо другой категорией власти. Большинство из них оказывают стратегическое влияние как второстепенные региональные державы. Основная региональная держава (например, Австралия) зачастую играет важную роль в международных делах и за пределами своего региона.[46]
- Культурная сверхдержава: страна, чья культура, искусство или развлечения имеют всемирную привлекательность, значительную международную популярность или большое влияние на большую часть мира. Примерами являются Китай,[47][48][49] Индия,[50][51][52] Италия,[53][54][55] Испания,[56][57] Япония,[58][59][60][61][62] Франция,[63][64] Великобритания,[65] США,[66] Ямайка,[51][67][68][69] Южная Корея[51][70][71], Греция[72][73], хотя иногда спорят, по каким критериям это определяется. В отличие от традиционных форм национальной власти, термин «культурная сверхдержава» относится к возможностям мягкой силы нации.
- Энергетическая сверхдержава: страна, поставляющая большие объёмы энергоресурсов (сырую нефть, природный газ, уголь, уран и т. д.) значительному числу других государств и, следовательно, имеющая потенциал влиять на мировые рынки для достижения политического или экономического влияния. Саудовская Аравия и Россия  признаны нынешними мировыми энергетическими сверхдержавами, учитывая их способность глобально влиять или даже напрямую контролировать цены в определённых странах. Австралия и Канада являются потенциальными энергетическими сверхдержавами благодаря своим огромным природным ресурсам.[74][75]

## Жесткая, мягкая и умная сила
Различают жесткую, мягкую и умную силу. Жёсткая носит принудительный характер (пример: военное вторжение), тогда как мягкая привлекательна (пример: радиовещание или культурное вторжение).
Жесткая сила использует тактики принуждения, такие как: угроза или использование вооруженных сил, экономическое давление или санкции, убийства и уловкам или другие формы запугивания. Реалисты и неореалисты, такие как Джон Миршаймер, являются сторонниками использования такой силы для балансирования международной системы.
Инструментами мягкой силы являются:
- дебаты о культурных ценностях
- идеологические диалоги,
- попытки влияния посредством хорошего примера
- обращение к общепринятым человеческим ценностям.

Средствами мягкой силы являются: дипломатия, распространение информации, анализ, пропаганда и культурные программы для достижения политических целей. Ведущим теоретиком мягкой силы является Джозеф Най.
Умная сила представляет собой синтез жёсткой и мягкой. Часто это призыв к использованию целостного спектра инструментов государственного управления, от мягких до жестких.

## Дальнейшее чтение
- Беннетт, Эндрю (2013). " Мать всех измов: причинные механизмы и структурированный плюрализм в теории международных отношений ". Европейский журнал международных отношений.
- Барнетт, Майкл; Дюваль, Раймонд (2005). " Власть в международной политике ". Международная организация 59 (1): 39-75.